# 越南大戰Zero Online
《越南大戰Zero Online》為大型多人線上清版射擊遊戲。最初由DRAGONFLY（韓國）、SNK PLAYMORE（日本）和WIZ HANDS幾家公司合作開發的，目前只在南韓發布。2009年夏天，開發商之一DRAGONFLY暫停了開發合作，原因是開發商WIZ HANDS的開發進度嚴重落後，導致遊戲無法及時迎合當前市場趨勢。

## 外部連結
- 官方网站 